# Peter Keys
Peter Pisarczyk, más conocido como Peter Keys (30 de mayo de 1965), es un teclista estadounidense. Es popular por su trabajo con la banda Lynyrd Skynyrd desde 2009. También ha grabado música con artistas y bandas como Jay Lane (Primus, RatDog), Sam Andrew (Big Brother and the Holding Company), Peter Tork (The Monkees), Marty Friedman (Megadeth), Marty Balin (Jefferson Airplane/Starship) y Bill Spooner (The Tubes).